# Megachile subanograe
Megachile subanograe är en biart som beskrevs av Mitchell 1934. Megachile subanograe ingår i släktet tapetserarbin, och familjen buksamlarbin. Inga underarter finns listade i Catalogue of Life.